# (4870) Shcherbanʹ
(4870) Shcherbanʹ (1989 UK8) – planetoida z pasa głównego asteroid okrążająca Słońce w ciągu 5,76 lat w średniej odległości 3,21 j.a. Odkryta 25 października 1989 roku.